# Nanowar of Steel
Nanowar of Steel é uma banda de heavy metal cômico de Roma, Itália. Seu nome é um trocadilho com as bandas de metal Manowar e Rhapsody of Fire. Seu trabalho visa principalmente fazer referências humorísticas e piadas sobre o gênero, muitas vezes parodiando a forma como as bandas de power metal são vistas a se levarem muito a sério.
Em 2006 a banda mudou seu nome de Nanowar para Nanowar of Steel, como uma paródia da banda italiana de power metal Rhapsody ter mudado seu nome para Rhapsody of Fire após uma disputa legal.

## História
O álbum de 2005 Other Bands Play, Nanowar Gay! foi publicado no portal Jamendo sob a licença Creative Commons-BY-NC-SA. O álbum de 2010 Into Gay Pride Ride foi publicado na mesma plataforma sob a licença Creative Commons-BY.
Em abril de 2012 eles lançaram o videoclipe de um novo single intitulado Giorgio Mastrota, que alcançou mais de 100.000 visualizações no YouTube em apenas duas semanas (atualmente mais de três milhões e meio). A música tornou-se extremamente popular na Itália, sendo transmitida por várias estações de rádio e também aparecendo na televisão nacional em várias ocasiões. Em 2013, eles começaram a cooperar com o Feudalesimo e Liberta', um conhecido movimento político de pseudo-paródia italiano que defende o retorno do império e dos direitos feudais na Europa. Eles lançaram um videoclipe em agosto do mesmo ano, que foi coberto pelos principais jornais (como La Repubblica) e ecoou por toda a península italiana.
Em julho de 2019 eles lançaram a música Norwegian Reggaeton. O vídeo recebeu 800.000 visualizações no YouTube nos primeiros 5 dias e 2,8 milhões de visualizações no primeiro mês e teve até julho de 2021, mais de 8,6 milhões de visualizações, marcando sua música mais popular até o momento. A música combina hard rock e reggaeton. O grupo apresentou a música no programa de televisão espanhol Got Talent España; dois dos quatro jurados disseram "não", um deles antes mesmo da banda começar a tocar, após ouvir as palavras "metal" e "reggaeton". Mais tarde, a banda anunciou sua intenção de representar a Espanha no Festival Eurovisão da Canção.
Em dezembro de 2019, eles lançaram a música Valhallelujah, uma música natalina que combina heavy metal e gospel, dedicada a Odin e à IKEA. Angus McFife, do Gloryhammer faz o papel de Odin.
Em maio de 2020, eles lançaram Sneeztem of a Yawn, uma música sobre suas vidas durante a pandemia de COVID-19 no sul da Itália, com letras embaralhadas.
No início de 2021, eles anunciaram um novo álbum, Italian Folk Metal, que foi lançado em 2 de julho de 2021. Como o nome sugere, o álbum combina música folk com música metal. Além disso, embora tenham lançado músicas em italiano antes, este é seu primeiro álbum completo em italiano.

## Membros
- Potowotominimak (Carlo Alberto Fiaschi) - vocais
- Mr. Baffo (Raffaello Venditti) - vocais, efeitos sonoros diversos, DJ
- Mohammed Abdul (Valerio Storch) - guitarra e teclados, vocais,
- Gattopanceri666 (Edoardo Carlesi) - guitarra e baixo
- Uinona Raider (Alessandro Milone) - bateria, guitarra, vocal

Nanowar of Steele, Line-Up at Rockharz Open Air 2018
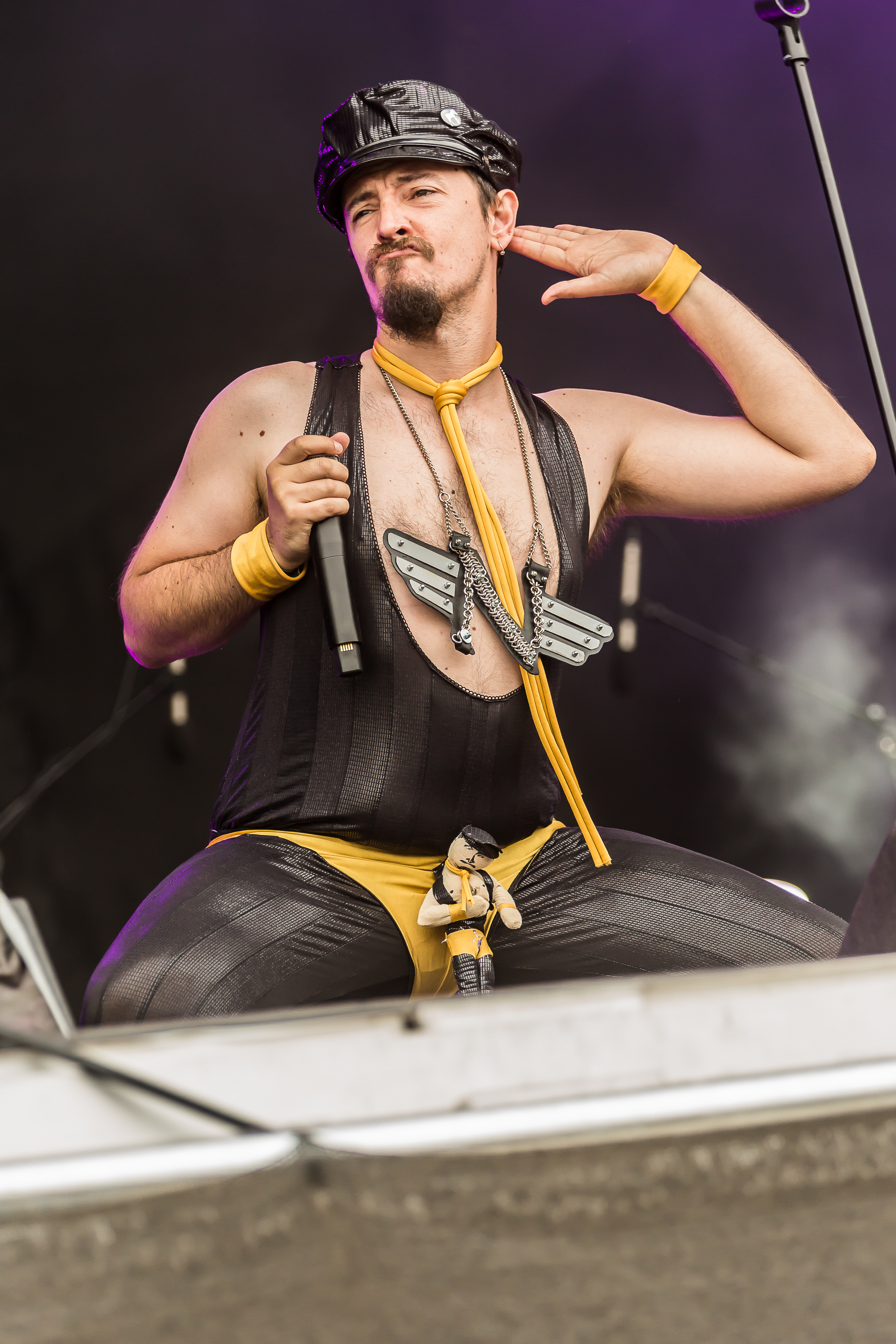
Potowotominimak
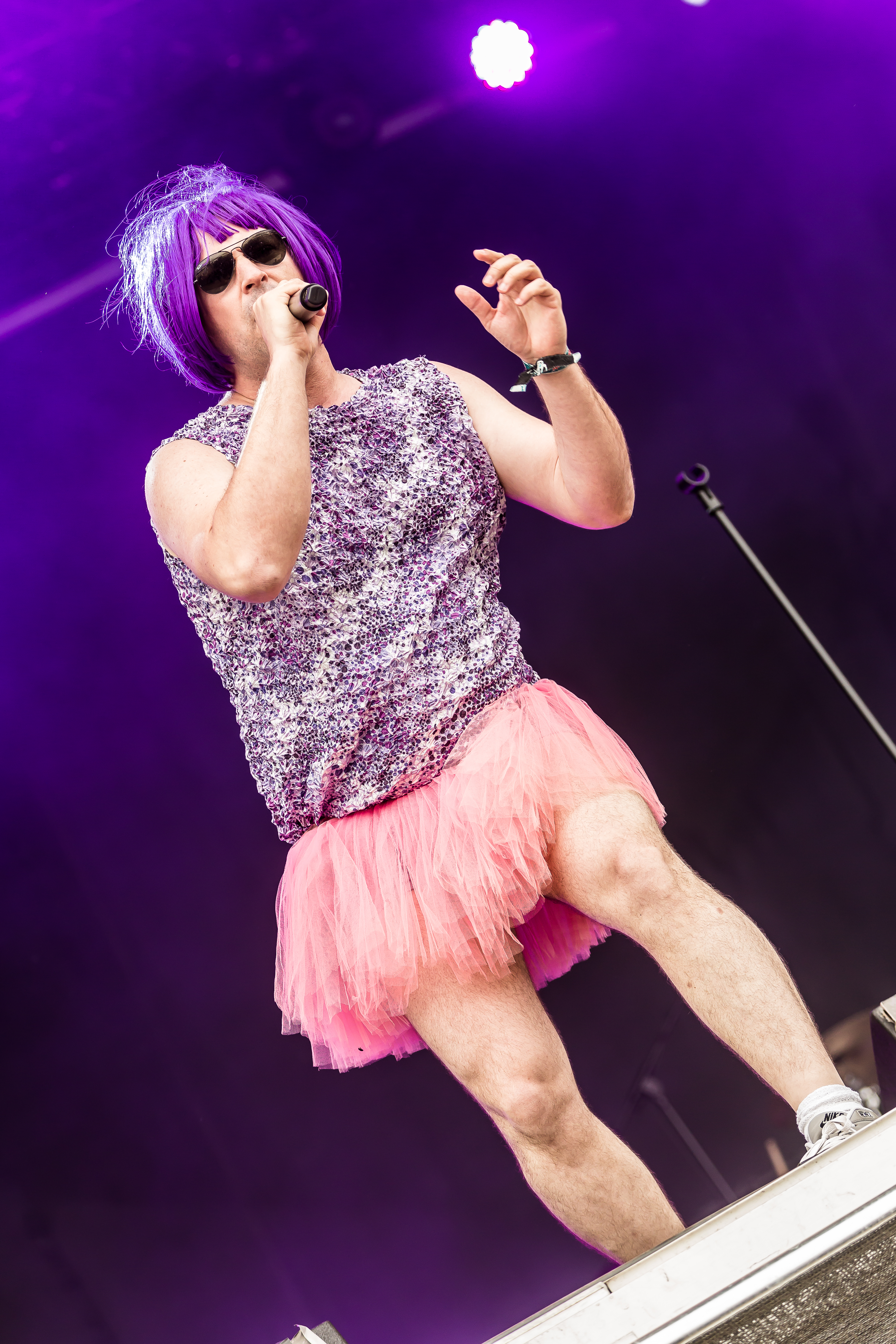
Mr. Baffo
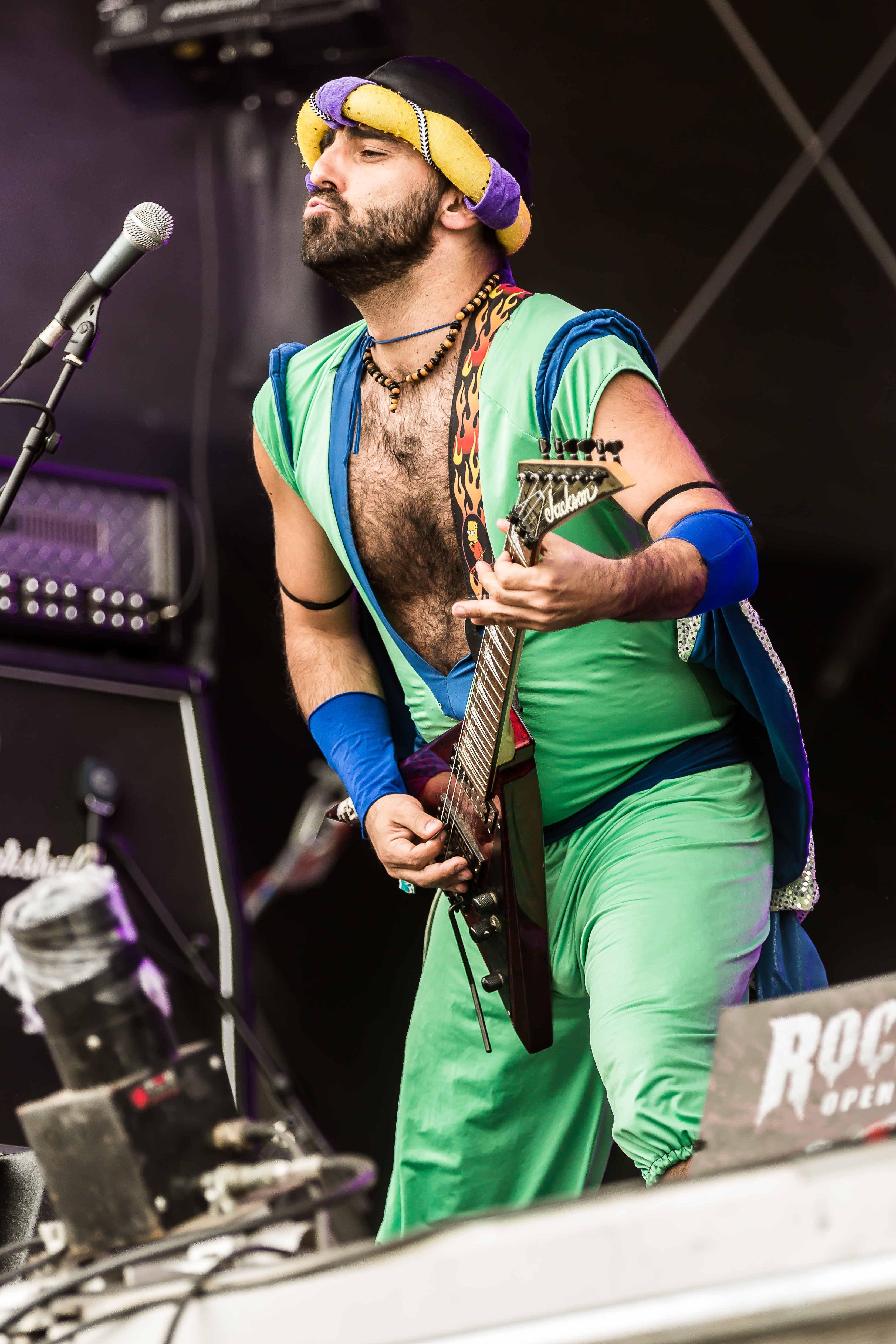
Mohammed Abdul
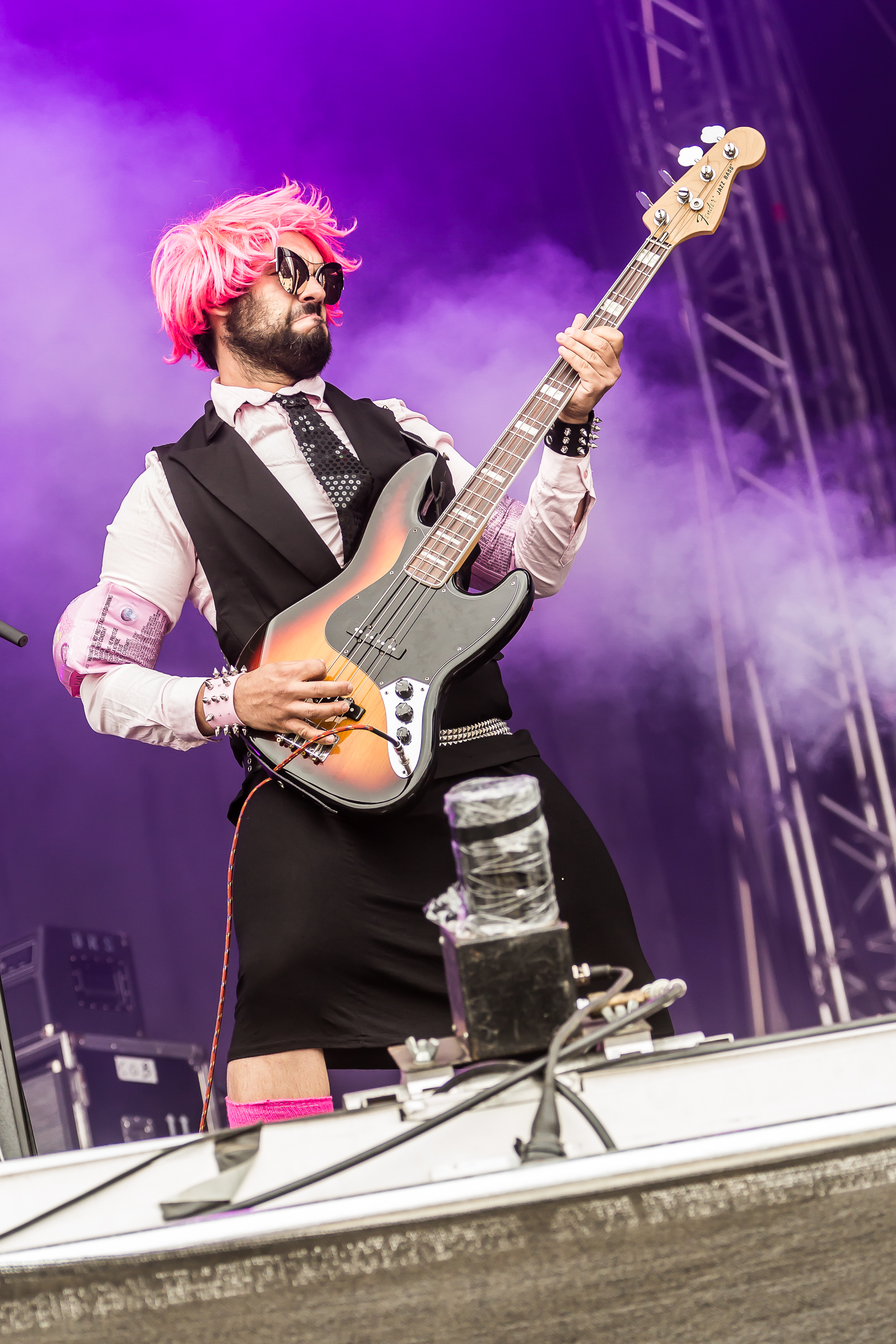
Gattopanceri666
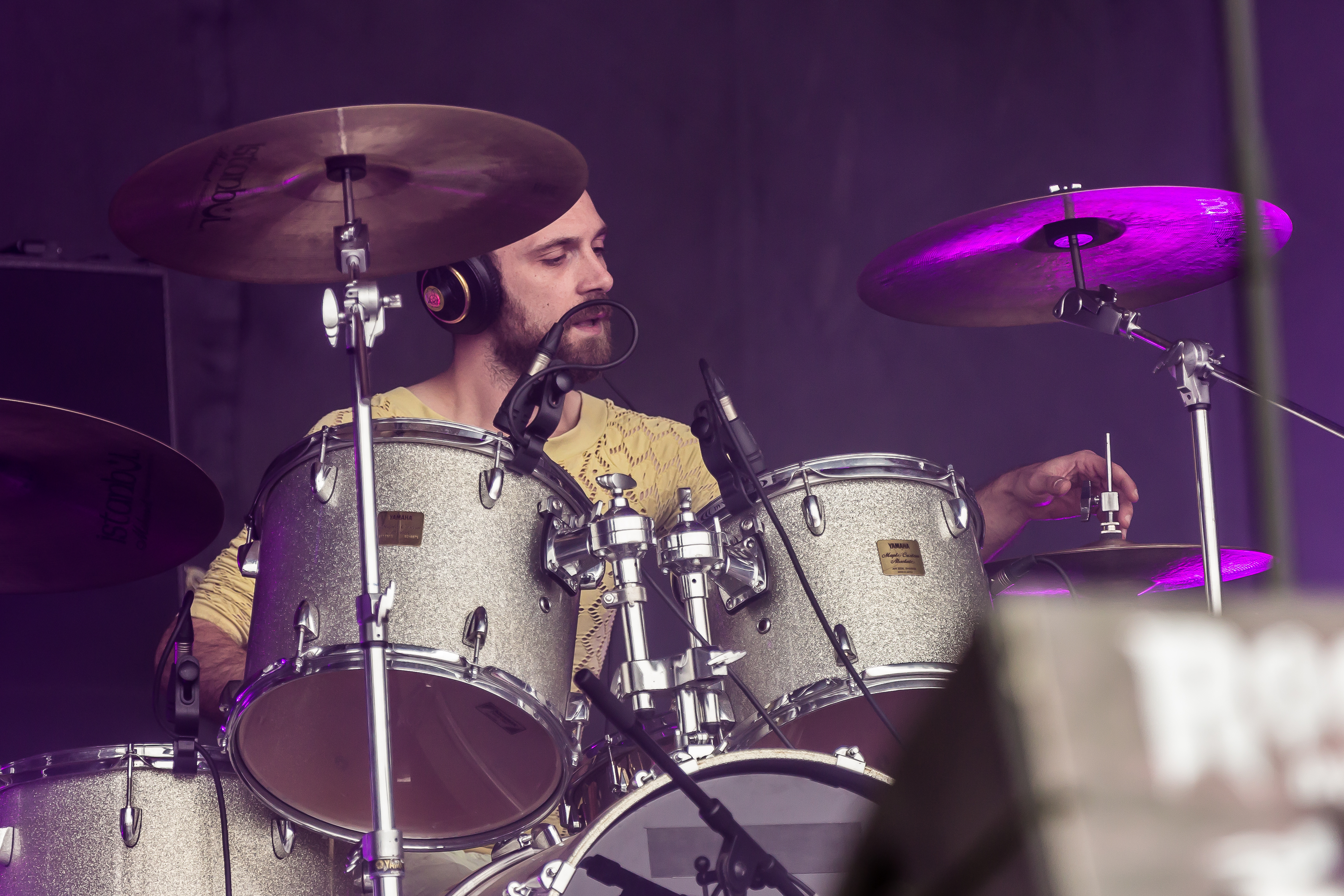
Uinona Raider

## Discografia

### Álbuns de estúdio
| Título                         | Detalhes do álbum |
| ------------------------------ | --- |
| Triumph of True Metal of Steel | - Lançado: julho de 2003 - Selo: nenhum (autoproduzido)                                                              |
| Other Bands Play, Nanowar Gay! | - Lançado: junho de 2005 - Selo: nenhum (autoproduzido)                                                              |
| Into Gay Pride Ride            | - Lançado: 2010 - Selo: nenhum (autoproduzido)                                                                       |
| A Knight At The Opera          | - Lançado: 2014 (álbum e DVD) - Selo: nenhum (autoproduzido)                                                         |
| Stairway to Valhalla           | - Lançado: novembro de 2018/2020 - Selo: Audioglobe (edição de 2018)/ Napalm Records (reedição de 2020 com CD bônus) |
| Italian Folk Metal             | - Lançado: julho de 2021 - Gravadora: Napalm Records                                                                 |

### Álbuns de compilação
| Título                       | Detalhes do álbum                              |
| ---------------------------- | ---------------------------------------------- |
| Promotional Compilation 2007 | - Lançado: 2007 - Selo: nenhum (autoproduzido) |

### Álbuns ao vivo
| Título         | Detalhes do álbum                                                                       |
| -------------- | --------------------------------------------------------------------------------------- |
| Made In Naples | - Lançado: janeiro de 2007 (CD duplo de edição limitada) - Selo: nenhum (autoproduzido) |

### Extended plays
| Título                  | Detalhes do álbum                                         |
| ----------------------- | --------------------------------------------------------- |
| True Metal Of The World | - Lançado: 2003 (demo) - Selo: nenhum (autoproduzido)     |
| Tour-Mentone Vol.1      | - Lançado: janeiro de 2016 - Selo: nenhum (autoproduzido) |

### Singles
| Título                                                     | Data              | Gravadora      | Album                                                    |
| ---------------------------------------------------------- | ----------------- | -------------- | -------------------------------------------------------- |
| Metal La La La                                             | abril de 2009     | Self Released  | Other Bands Play, Nanowar Gay                            |
| Giorgio Mastrota (The keeper of inox steel)                | abril de 2012     | Self Released  | A Knight At The Opera                                    |
| Nanowar                                                    | junho de 2012     | Self Released  | Into Gay Pride Ride                                      |
| RAP-sody                                                   | novembro de 2012  | Self Released  | Into Gay Pride Ride - paródia de Rhapsody of Fire        |
| I'm Heavy                                                  | outubro de 2014   | Self Released  | Non-album single - paródia de Happy de Pharrell Williams |
| Bestie di Seitan                                           | outubro de 2017   | Self Released  | nenhum                                                   |
| The Call Of Cthulhu                                        | July 2018         | Self Released  | Stairway To Valhalla                                     |
| Heavy Metal Kibbles                                        | dezembro de 2018  | Self Released  | Stairway To Valhella                                     |
| Vegan Velociraptor                                         | abril de 2019     | Self Released  | Stairway To Valhella                                     |
| And Then I Noticed That She Was A Gargoyle                 | maio de 2019      | Self Released  | Stairway To Valhalla                                     |
| Norwegian Reggaeton                                        | julho de2019      | Self Released  | Stairway To Valhalla (2020 reprint)                      |
| Valhalleluja                                               | dezembro de 2019  | Napalm Records | Stairway To Valhalla (reedição de 2020)                  |
| Sneeztem of a Yawn                                         | maio de 2020      | Napalm Records | Stairway To Valhalla (reedição de 2020)                  |
| Uranus                                                     | outubro de 2020   | Napalm Records | Stairway to Valhalla                                     |
| In The Sky                                                 | dezembro de 2020  | Napalm Records | Stairway to Valhalla                                     |
| Formia                                                     | fevereiro de 2021 | Napalm Records | nenhum                                                   |
| Biancodolce                                                | março de 2021     | Napalm Records | nenhum                                                   |
| La Maledizione di Capitan Findus/Der Fluch des Kapt’n Iglo | abril de 2021     | Napalm Records | Italian Folk Metal                                       |
| Gabonzo Robot                                              | maio de 2021      | Napalm Records | Italian Folk Metal                                       |
| La Polenta Taragnarock (feat. Giorgio Mastrota)            | junho de 2021     | Napalm Records | Italian Folk Metal                                       |